# رندا الحمد
رندا الحمد إعلامية سعودية ومقدمة برامج على قناة إم بي سي إف إم ولدت بمدينة الرياض ودرست العلوم المصرفية.
انتقلت إلى المنطقة الشرقية لفترة لتقديم برنامجها الإذاعي "صباح الشرقية"، وهي الآن تقدم برنامج "على الهواء سوا"

## برامجها الإذاعية
قدمت 3 برامج في إذاعة إم بي سي إف إم وهم:
- صباح الشرقية
- حلو الكلام
- على الهواء سوا

## روابط خارجية
- الموقع الرسمي لقناة MBC